# Ночной ветер (Саариахо)
«Ночно́й ве́тер» (фр. Vent nocturne) — сочинение для альта соло и электроники финского композитора Кайи Саариахо. Написано в 2006 году.
Состоит из двух частей:
1. Sombres miroirs («Тёмные зеркала»), где важную роль играют зеркально-симметричные построения.
2. Soupirs de l'obscur («Вздохи смутного»), где фразы альта всякий раз оканчиваются похожим на вздох нисходящим глиссандо в сочетании с диминуэндо, после чего следует небольшая пауза в один такт 3
8.

Обе части отличаются сумрачным колоритом. Общая длительность произведения — около 15 минут.
В партии электроники используются 29 заранее записанных звуковых фрагментов, воспроизводимых соответственно указаниям в нотах. Фрагменты представляют собой обычные и компьютерно обработанные записи звуков ветра, человеческого дыхания и шумовых эффектов на альте, а также электронно синтезированные ноты. Кроме того, электроника производит для партии альта эффект реверберации.